# Elaphoglossum subnudum
Elaphoglossum subnudum är en träjonväxtart som beskrevs av Carl Frederik Albert Christensen. Elaphoglossum subnudum ingår i släktet Elaphoglossum och familjen Dryopteridaceae. Inga underarter finns listade.